# El Kechef
El Kechef (arabe : الكاشف) est un patrouilleur de la marine algérienne de la classe Kebir.
El Kechef a été mis en chantier en 1983 au chantier naval ECRN situé à Oran. Lancé en 1985, il est affecté a la marine algérienne depuis 1985.